# 三岔乡 (张家界市)
三岔乡，是中华人民共和国湖南省张家界市永定区下辖的一个乡镇级行政单位。

## 行政区划
三岔乡下辖以下地区：
小坪村、菜家溪村、丁家界村、许家庄村、天乐山村、三岔村、梳妆塔村、伍家界村、郭家溪村和邢家峪村。